# 梨鄉站
梨鄉站（日语：／ Ringō eki */?）是位於山形縣南陽市竹原，山形鐵道的花長井線車站。

## 歷史
- 1913年（大正2年）10月26日 - 長井輕便線赤湯至此站之間開通，此站啟用。
- 1914年（大正3年）11月15日 - 長井輕便線此站至長井之間開通。
- 1922年（大正11年）9月2日 - 隨著廢除輕便鐵道法（日语：軽便鉄道法），長井輕徑線改為長井線。
- 1971年（昭和46年）10月1日 - 成為無人車站。
- 1987年（昭和62年）4月1日 - 伴隨國鐵分割民營化，車站由東日本旅客鐵道（JR東日本）營運[1]。
- 1988年（昭和63年）10月25日 - 山形鐵道接管長井線，成為山形鐵道花長井線車站。
- 1999年（平成11年）7月5日 - 南陽市建設現時的車站大樓。

## 車站構造
車站是一座地面車站，設有1面1線的單式月台。在國鐵長井線時代已經是無人車站。
在車站啟用當初為終點站，當時設有1面2線的島式月台。靠近車站大樓的路軌已經撤走。由於島式月台，現時進站列車需要經過S型彎才會進入月台。車站大樓是一座舊長井線標準形建築物，與時庭站和西大塚站同款，現時已經撤走。在1999年（平成11年），由南陽市建設一座木屋風小型候車所。

## 車站周邊
車站位於梨鄉地區，附近為田園地帶。在稻田中設有市政廳和學校。此站是梨鄉地區的玄關口。此站向南方向前進300米後便可到達國道113號。
- 南陽市政廳梨鄉出張所
- 南陽市立梨鄉小學
- 梨鄉郵局
- 南陽警署（日语：南陽警察署）梨鄉駐在所
- 龍樹山
- 寺坂峠
- 最上川
- 國道113號（日语：国道113号）

## 使用狀況
以下為1日平均乘車人次變化
| 乘車人次變化 | 乘車人次變化      |
| 年度         | 一日平均 乘車人次 |
| ------------ | ----------------- |
| 1997         | 35                |
| 1998         | 34                |
| 1999         | 34                |
| 2000         | 33                |
| 2001         | 31                |
| 2002         | 31                |
| 2003         | 29                |
| 2004         | 29                |
| 2005         | 27                |
| 2006         | 26                |
| 2007         | 25                |
| 2008         | 25                |
| 2009         | 24                |
| 2010         | 24                |
| 2011         | 24                |
| 2012         | 23                |
| 2013         | 21                |
| 2014         | 20                |
| 2015         | 19                |
| 2016         | 19                |
| 2017         | 19                |

## 相鄰車站
山形鐵道
花長井線
織機－梨鄉－西大塚

## 注腳
1. ↑  『交通年鑑 昭和63年版』 交通協力會，1988年3月。
2. ↑  山形縣統計年鑑

## 外部連結
- 國土地理院地圖參閲服務 （页面存档备份，存于） - 梨鄉站周邊的1/25000地形圖 （页面存档备份，存于）（日語）